# 約蘭 (猶大)

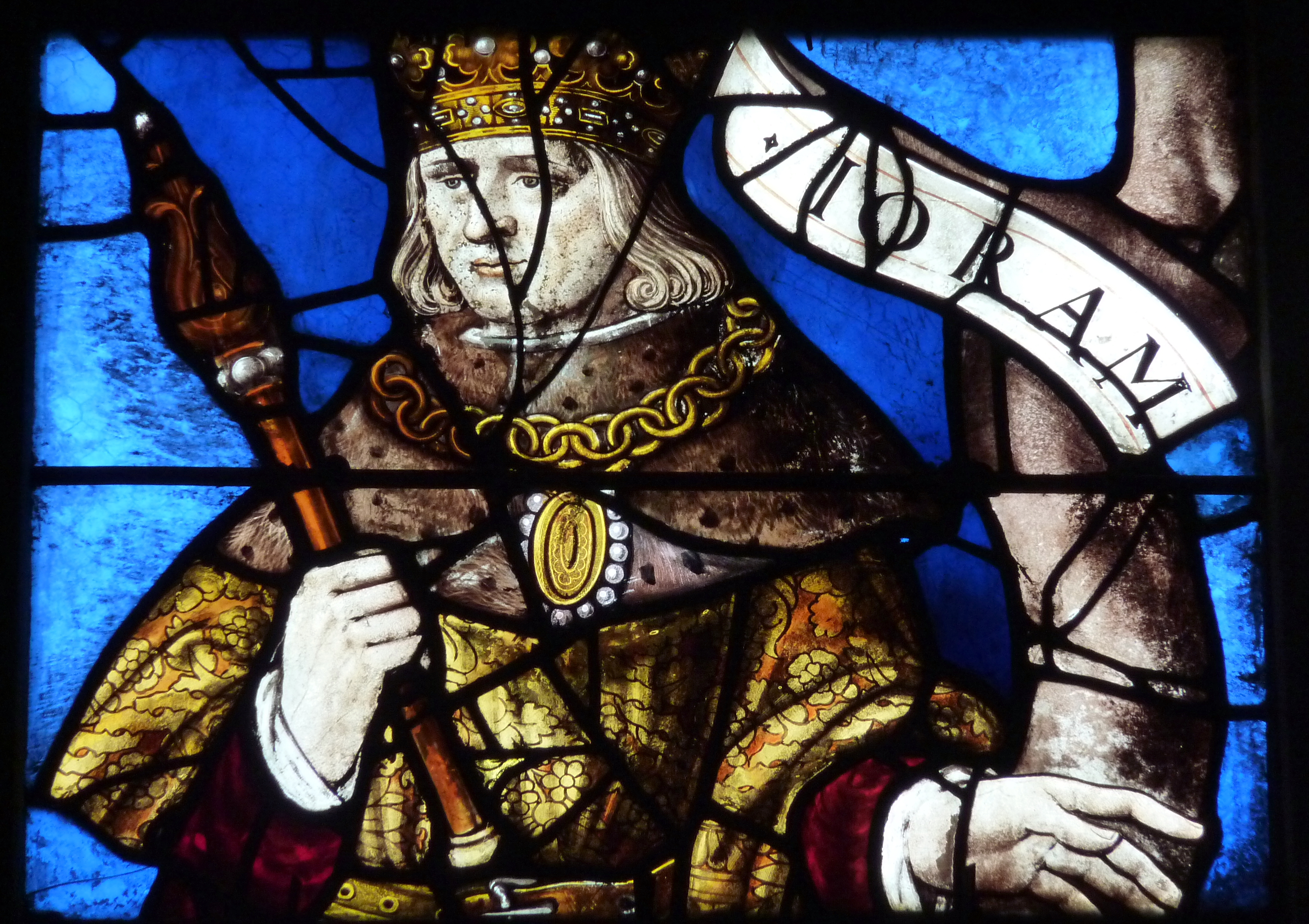
約蘭畫像

約蘭（希伯來語：‎，前886年—前841年）是古代中東國家南猶大王國的第五任君主。他的父親是約沙法。
聖經列王紀下8:16-18這樣描述約蘭，「以色列王亞哈的兒子約蘭在位的第五年，約沙法的兒子約蘭作猶大王；當時他三十二歲。他在耶路撒冷統治了八年。他娶了亞哈的女兒作妻子，因此他像亞哈家的人一樣，做了以色列諸王所做、上主看為邪惡的事。」

## 登年早期
約蘭在位的年期，目前歷史上有兩種講法：
1. 費毅榮（英语：Edwin R. Thiele）認為是從前848年到前841年；
2. 威廉·奧爾布賴特（英语：William F. Albright）認為是從前849年到前842年。

## 聖經相關章節
- 《列王紀下》第8章16-24節
- 《歷代志下》第21章4-20節